# Don Stark
Donald Martin Stark (Nueva York, 5 de julio de 1954) es un actor estadounidense conocido por su papel de Bob Pinciotti en la comedia de situación That '70s Show emitida por la cadena televisiva FOX.
En 1972, se graduó de la Escuela Preparatoria de Cleveland ubicada en Reseda, California. Además de la actuación, también tiene experiencia en danza, culturismo y artes marciales.
Ha aparecido en películas como Peggy Sue Got Married y Star Trek: First Contact, y ha sido estrella invitada en series como Curb Your Enthusiasm, Cory en la Casa Blanca, Stargate SG-1 y CSI: Crime Scene Investigation. También le dio voz al personaje Rhino en varios episodios de la serie animada Spider-Man.

## Filmografía selecta
- 1973 : Outrage como Carl Dibble
- 1975 : Switchblade Sisters como Hook
- 1979 : Tilt como Gary Laswitz
- 1981 : Evilspeak como Bubba Caldwell
- 1981 : Choices como Lance
- 1986 : Peggy Sue Got Married como Doug Snell
- 1988 : The Couch Trip como Peterson
- 1988 : Under the Gun como Joey
- 1988 : Arthur 2: On the Rocks como Diner Customer
- 1988 : Feds como Willy
- 1991 : 9 1/2 Ninjas! como 'Sledge'
- 1991 : Liquid Dreams como Escort to Penthouse
- 1993 : The Baby Doll Murders como Eric Green
- 1993 : Freaked como Editor
- 1993 : Lightning in a Bottle como Yard Messenger
- 1994 : Revenge of the Red Baron como Detective Lewis
- 1994 : Ring of Steel como Teniente Taylor
- 1994 : 3 Ninjas Kick Back como Umpire
- 1994 : Maverick como Riverboat Poker Player (uncredited)
- 1995-1997 : Spider-Man como Rhino (voice)
- 1995 : Night of the Running Man como Rodney
- 1995 : 3 Ninjas Knuckle Up como Sheriff
- 1995 : Things to Do in Denver When You're Dead como Gus
- 1995 : Bombmeister como Unknown
- 1996 : Heaven's Prisoners como Eddie Keats
- 1996 : Santa with Muscles como Lenny
- 1996 : Star Trek: First Contact como Nicky 'The Nose'
- 1996 : Earth Minus Zero como John 'J.W.' Wayne
- 1998 : Letters from a Killer como Geary
- 1998 : American Dragons como Rocco
- 1998-2006 : That '70s Show como Bob Pinciotti
- 1999 : California Myth como Marshall
- 1999 : Goosed como Dick
- 2002 : The 4th Tenor como Tony
- 2002 : Curb Your Enthusiasm como Stu Braudy
- 2004 : Slammed como Uncle Mack
- 2007 : Supernatural como Jay Wiley.
- 2009 : Dark House como Detective Gorog
- 2009 : iCarly como Freight Dog
- 2009 : My Name Is Jerry como David
- 2011 : Meeting Spencer como 'Wolfie'
- 2012 : John Carter como Dix, The Storekeeper
- 2012-2017 : NCIS como Marty Fiero
- 2013 : Wrong Cops como Gary
- 2013 : Random Encounters como Dr. Tim
- 2014 : Roswell FM como Howard Bellringo
- 2015 : Hello, My Name Is Doris como Uncle Frank
- 2015 : Safelight como Jack
- 2016 : Monkey Up como Tucker (voice)
- 2016 : Café Society como Sol
- 2016 : C Street como Super
- 2017 : There's...Johnny! como Bernie Greenfield
- 2018 : Green Book como Jules Podell
- 2018 : Shameless como Congressman Wayne Ubberman
- 2018 : Más allá del cielo como Bill Johnson.
- 2019 : 7 Days to Vegas como Jim 'Angry Jim'
- 2022 : Dollface como Craig Wiley
- 2023 : That '90s Show como Bob Pinciotti